# Football League Championship 2012-2013
La Football League Championship 2012-2013 o Npower League per motivi di sponsorizzazione, fu la 110ª edizione del campionato di calcio di seconda divisione.
Al termine della stagione precedente sono state promosse in Premier League il Reading, il Southampton, che sono arrivate rispettivamente 1ª e 2ª al termine della stagione regolare, mentre il West Ham è riuscito a raggiungere la promozione attraverso i Play-off (era arrivata 3ª al termine della stagione regolare).
Il Portsmouth (22ª), il Coventry City (23ª) e il Doncaster (24ª) non sono riuscite, invece, a mantenere la categoria e sono retrocesse in League One.
Queste sei squadre sono state rimpiazzate dalle tre retrocesse dalla Premier League: i Bolton Wanderers, il Blackburn Rovers ed il Wolverhampton che sono arrivate, rispettivamente, 18ª, 19ª e 20ª e dalle tre neopromosse provenienti dalla League One: il Charlton, lo Sheffield Wednesday e l'Huddersfield Town.
Il 25 aprile 2012 la Football League ha deciso di far aderire tutti i suoi club (quindi i club della Championship, della League One e della League Two) alle regole del fair-play finanziario redatto dall'UEFA. Questo implica che tutti i club del campionato dovranno aderire a queste regole per poter ottenere un risultato economicamente sostenibile:
- Massima perdita d'esercizio che entro alla stagione 2015-2016 deve ridursi dai 4 milioni di sterline della stagione 2011-2012, ai 2 milioni di pounds.
- Riduzione della massima quantità di investimento azionario entro la stagione 2015-2016 dagli 8 milioni di sterline del 2011-2012 a 3 milioni di sterline.
- Nuove sanzioni per le squadre che non rispettano le regole.
- Nuove regole nel providing accounts.

I club della Football League avevano deciso di diminuire il numero dei giocatori in panchina da 7 a 5, tuttavia il 1º giugno 2012 i club hanno deciso di aumentarli nuovamente a 7.

## Avvenimenti
Dopo una stagione combattuta la promozione in Premier League andò appannagio del Cardiff City, dominatore del torneo, dell'Hull City e infine, dopo i Playoff, del Crystal Palace.
Nella storia rimase la semifinale di ritorno dei playoff tra Leicester City e Watford. Dopo 1-0 dell'andata per il Leicester, al ritorno in casa propria il Watford conduceva per 2-1, quando in pieno recupero gli ospiti beneficiarono di un rigore che per loro poteva valere la finale. Tuttavia il portiere Almunia non solo respinse la conclusione, ma neutralizzò anche il tentativo di tap in sulla respinta dell'attaccante, la difesa riuscì a respingere e incredibilmente, sul ribaltamento di fronte il Watford trovò il gol del 3-1 con Deeney che gli valse la finale.

## Cambiamenti di squadra dalla scorsa stagione

### Dalla Championship
Promosse in Premier League
- Reading
- Southampton
- West Ham United

Retrocesse in League One
- Coventry City
- Doncaster Rovers
- Portsmouth

### In Championship
Retrocesse dalla Premier League
- Blackburn Rovers
- Bolton Wanderers
- Wolverhampton Wanderers

Promosse dalla League One
- Charlton Athletic
- Huddersfield Town
- Sheffield Wednesday

## Squadre partecipanti
| Squadra           | Città         | Stadio                 | Capacità |
| ----------------- | ------------- | ---------------------- | -------- |
| Barnsley          | Barnsley      | Oakwell                | 23 287   |
| Birmingham City   | Birmingham    | St Andrew's Stadium    | 30 079   |
| Blackburn         | Blackburn     | Ewood Park             | 31 367   |
| Blackpool         | Blackpool     | Bloomfield Road        | 16 200   |
| Bolton            | Bolton        | Reebok Stadium         | 28 723   |
| Brighton          | Brighton      | AMEX Community Stadium | 27 350   |
| Bristol City      | Bristol       | Ashton Gate            | 21 804   |
| Burnley           | Burnley       | Turf Moor              | 22 702   |
| Cardiff City      | Cardiff       | Cardiff City Stadium   | 26 828   |
| Charlton          | Londra        | The Valley             | 27 111   |
| Crystal Palace    | Londra        | Selhurst Park          | 26 225   |
| Derby County      | Derby         | Pride Park Stadium     | 33 502   |
| Huddersfield Town | Huddersfield  | Galpharm Stadium       | 24 500   |
| Hull City         | Hull          | KC Stadium             | 25 404   |
| Ipswich Town      | Ipswich       | Portman Road           | 30 311   |
| Leeds Utd         | Leeds         | Elland Road            | 39 402   |
| Leicester City    | Leicester     | Walkers Stadium        | 32 312   |
| Middlesbrough     | Middlesbrough | Riverside Stadium      | 34 998   |
| Millwall          | Londra        | The Den                | 19 734   |
| Nottingham Forest | Nottingham    | City Ground            | 30 576   |
| Peterborough Utd  | Peterborough  | London Road            | 14 793   |
| Sheffield Weds    | Sheffield     | Hillsborough Stadium   | 39 812   |
| Watford           | Watford       | Vicarage Road          | 17 504   |
| Wolverhampton     | Wolverhampton | Molineux               | 31 700   |

## Classifica
|  | Pos. | Squadra           | Pt | G  | V  | N  | P  | GF | GS | DR  |
|  | ---- | ----------------- | -- | -- | -- | -- | -- | -- | -- | --- |
|  | 1.   | Cardiff City      | 87 | 46 | 25 | 12 | 9  | 72 | 45 | +27 |
|  | 2.   | Hull City         | 79 | 46 | 24 | 7  | 15 | 61 | 52 | +9  |
|  | 3.   | Watford           | 77 | 46 | 23 | 8  | 15 | 85 | 58 | +27 |
|  | 4.   | Brighton          | 75 | 46 | 19 | 18 | 9  | 69 | 43 | +26 |
|  | 5.   | Crystal Palace    | 72 | 46 | 19 | 15 | 12 | 73 | 62 | +11 |
|  | 6.   | Leicester City    | 68 | 46 | 19 | 11 | 16 | 71 | 48 | +23 |
|  | 7.   | Bolton            | 68 | 46 | 18 | 14 | 14 | 69 | 61 | +8  |
|  | 8.   | Nottingham Forest | 67 | 46 | 17 | 16 | 13 | 63 | 59 | +4  |
|  | 9.   | Charlton          | 65 | 46 | 17 | 14 | 15 | 65 | 59 | +6  |
|  | 10.  | Derby County      | 61 | 46 | 16 | 13 | 17 | 65 | 62 | +3  |
|  | 11.  | Burnley           | 61 | 46 | 16 | 13 | 17 | 62 | 60 | +2  |
|  | 12.  | Birmingham City   | 61 | 46 | 15 | 16 | 15 | 63 | 69 | -6  |
|  | 13.  | Leeds Utd         | 61 | 46 | 17 | 10 | 19 | 57 | 66 | -9  |
|  | 14.  | Ipswich Town      | 60 | 46 | 16 | 12 | 18 | 48 | 61 | -13 |
|  | 15.  | Blackpool         | 59 | 46 | 14 | 17 | 15 | 62 | 63 | -1  |
|  | 16.  | Middlesbrough     | 59 | 46 | 18 | 5  | 23 | 61 | 70 | -9  |
|  | 17.  | Blackburn         | 58 | 46 | 14 | 16 | 16 | 55 | 62 | -7  |
|  | 18.  | Sheffield Weds    | 58 | 46 | 16 | 10 | 20 | 53 | 61 | -8  |
|  | 19.  | Huddersfield Town | 58 | 46 | 15 | 13 | 18 | 53 | 73 | -20 |
|  | 20.  | Millwall          | 56 | 46 | 15 | 11 | 20 | 51 | 62 | -11 |
|  | 21.  | Barnsley          | 55 | 46 | 14 | 13 | 19 | 56 | 70 | -14 |
|  | 22.  | Peterborough Utd  | 54 | 46 | 15 | 9  | 22 | 66 | 75 | -9  |
|  | 23.  | Wolverhampton     | 51 | 46 | 14 | 9  | 23 | 55 | 69 | -14 |
|  | 24.  | Bristol City      | 41 | 46 | 11 | 8  | 27 | 59 | 84 | -25 |

### Verdetti
- Cardiff City,  Hull City e  Crystal Palace promossi in Premier League 2013-2014.
- QPR,  Reading e  Wigan retrocessi in Championship 2013-14.
- Doncaster,  Bournemouth e  Yeovil Town promosse in Championship 2013-14.
- Bristol City,  Wolverhampton e  Peterborough Utd retrocessi in Football League One 2013-2014.

## Playoff
Tabellone
|  | Semifinali | Semifinali     | Semifinali | Semifinali | Semifinali |  |  | Finale | Finale         | Finale |  |
|  |            |                |            |            |            |  |  |        |                |        |  |
|  | 6          | Leicester City | 1          | 1          | 2          |  |  |        |                |        |  |
|  | 3          | Watford        | 0          | 3          | 3          |  |  | 3      | Watford        | 0      |  |
|  | 5          | Crystal Palace | 0          | 2          | 2          |  |  | 5      | Crystal Palace | 1      |  |
|  | 4          | Brighton       | 0          | 0          | 0          |  |  |        |                |        |  |

### Semifinali

#### Andata
| Arbitro: | Neil Swarbrick |

|            |           |  |
| Nugent 82’ | Marcatori |  |

| Londra 10 maggio 2013, ore 19:45 CEST | Crystal Palace | 0 – 0 referto | Brighton | Selhurst Park (23.294 spett.)\| Arbitro: \| Michael Oliver \| |
| Arbitro:                              | Michael Oliver |               |          |                                                               |

#### Ritorno
| Arbitro: | Michael Oliver |

|                                  |           |            |
| Vydra 15’ Vydra 65’ Deeney 90+7’ | Marcatori | 19’ Nugent |

| Arbitro: | Mark Clattenburg |

|  |           |                   |
|  | Marcatori | 70’ Zaha 88’ Zaha |

### Finale
| Arbitro: | Martin Atkinson |

|                      |           |  |
| Phillips 105’ (rig.) | Marcatori |  |

## Statistiche e record
- Maggior numero di vittorie:  Cardiff City (25)
- Minor numero di vittorie:  Bristol City (11)
- Maggior numero di pareggi:  Brighton (18)
- Minor numero di pareggi:  Middlesbrough (5)
- Maggior numero di sconfitte:  Bristol City (27)
- Minor numero di sconfitte:  Cardiff City e  Brighton (9)
- Miglior attacco:  Watford (85 gol fatti)
- Peggior attacco:  Ipswich Town (48 gol fatti)
- Miglior difesa:  Brighton (43 gol subiti)
- Peggior difesa:  Bristol City (84 gol subiti)
- Miglior differenza reti:  Cardiff City e  Watford (+27)
- Peggior differenza reti:  Bristol City (-25)
- Partita con maggiore scarto di gol:  Blackpool- Ipswich Town 6-0,  Barnsley- Charlton 0-6,  Leicester City- Ipswich Town 6-0 (6)
- Partita con più reti:  Charlton- Cardiff City 5-4,  Peterborough Utd- Bolton 5-4 (9)

## Calendario
| andata      | 1ª giornata                 | ritorno     |
| 18 ago.2012 |                             | 9 feb. 2013 |
| 1-0         | Barnsley-Middlesbrough      | 3-2         |
| 1-1         | Birmingham City-Charlton    | 1-1         |
| 2-0         | Burnley-Bolton              | 1-2         |
| 1-0         | Cardiff City-Huddersfield   | 0-0         |
| 2-3         | Crystal Palace-Watford      | 2-2         |
| 2-2         | Derby County-Sheffield Wed  | 2-2         |
| 1-0         | Hull City-Brighton          | 0-1         |
| 1-1         | Ipswich Town-Blackburn      | 0-1         |
| 1-0         | Leeds-Wolves                | 2-2         |
| 2-0         | Leicester City-Peterborough | 1-2         |
| 0-2         | Millwall-Blackpool          | 1-2         |
| 1-0         | Nott'm Forest-Bristol City  | 0-2         |

| andata       | 4ª giornata               | ritorno      |
| 1º set. 2012 |                           | 23 feb. 2013 |
| 1-0          | Barnsley-Bristol City     | 3-5          |
| 1-0          | Birmingham-Peterborough   | 2-0          |
| 1-3          | Burnley-Brighton          | 0-1          |
| 3-1          | Cardiff City-Wolves       | 2-1          |
| 2-1          | Crystal Palace-Sheff Wed  | 0-1          |
| 5-1          | Derby County-Watford      | 1-2          |
| 3-1          | Hull City-Bolton          | 1-4          |
| 2-2          | Ipswich Town-Huddersfield | 0-0          |
| 3-3          | Leeds United-Blackburn    | 0-0          |
| 1-0          | Leicester City-Blackpool  | 0-0          |
| 3-1          | Millwall-Middlesbrough    | 2-1          |
| 2-1          | Nott'm Forest-Charlton    | 2-0          |

| andata       | 7ª giornata                 | ritorno      |
| 22 set. 2012 |                             | 26 dic. 2013 |
| 1-2          | Blackburn-Middlesbrough     | 0-1          |
| 0-5          | Birmingham City-Barnsley    | 2-1          |
| 1-3          | Blackpool-Huddersfield      | 1-1          |
| 3-2          | Crystal Palace-Cardiff City | 1-2          |
| 1-2          | Derby County-Burnley        | 0-2          |
| 1-2          | Ipswich Town-Charlton       | 2-1          |
| 2-1          | Leeds United-Nott'm Forest  | 2-4          |
| 3-1          | Leicester City-Hull City    | 0-0          |
| 1-2          | Millwall-Brighton           | 2-2          |
| 0-2          | Peterborough-Wolves         | 3-0          |
| 1-2          | Sheffield Wed-Bolton        | 1-0          |
| 2-2          | Watford-Bristol City        | 0-2          |

| andata      | 10ª giornata               | ritorno      |
| 6 ott. 2012 |                            | 12 gen. 2013 |
| 0-1         | Birmingham-Huddersfield    | 1-1          |
| 0-1         | Blackburn-Wolves           | 1-1          |
| 0-2         | Blackpool-Charlton         | 1-2          |
| 4-3         | Crystal Palace-Burnley     | 0-1          |
| 0-0         | Derby County-Brighton      | 1-2          |
| 1-2         | Ipswich Town-Cardiff City  | 0-0          |
| 1-0         | Leeds-Barnsley             | 0-2          |
| 2-0         | Leicester-Bristol City     | 4-0          |
| 2-1         | Millwall-Bolton            | 1-1          |
| 0-1         | Peterborough-Nott'm Forest | 1-2          |
| 0-1         | Sheffield Wed-Hull City    | 3-1          |
| 1-2         | Watford-Middlesbrough      | 2-1          |

| andata       | 13ª giornata               | ritorno      |
| 27 ott. 2012 |                            | 20 apr. 2013 |
| 1-4          | Barnsley-Nott'm Forest     | 0-0          |
| 1-0          | Blackburn-Watford          | 0-4          |
| 1-1          | Blackpool-Brighton         | 1-6          |
| 1-2          | Bristol City-Hull City     | 0-0          |
| 4-0          | Cardiff City-Burnley       | 1-1          |
| 0-3          | Ipswich-Sheffield Wed      | 1-1          |
| 0-1          | Leeds-Birmingham City      | 0-1          |
| 1-2          | Leicester-Crystal Palace   | 2-2          |
| 2-1          | Middlesbrough-Bolton       | 1-2          |
| 4-0          | Millwall-Huddersfield Town | 0-3          |
| 3-0          | Peterborough-Derby County  | 1-3          |
| 1-1          | Wolves-Charlton            | 1-2          |

| andata       | 16ª giornata              | ritorno     |
| 10 nov. 2012 |                           | 4 mag. 2013 |
| 0-1          | Barnsley-Huddersfield     | 2-2         |
| 1-1          | Blackburn-Birmingham City | 1-1         |
| 2-2          | Blackpool-Bolton          | 2-2         |
| 0-2          | Bristol City-Charlton     | 1-4         |
| 2-1          | Cardiff City-Hull City    | 2-2         |
| 2-1          | Ipswich Town-Burnley      | 0-2         |
| 1-6          | Leeds United-Watford      | 2-1         |
| 2-2          | Leicester-Nott'm Forest   | 3-2         |
| 3-1          | M'brough-Sheffield Wed    | 0-2         |
| 2-1          | Millwall-Derby County     | 0-1         |
| 1-2          | P'borough-Crystal Palace  | 2-3         |
| 3-3          | Wolves-Brighton           | 0-2         |

| andata       | 19ª giornata              | ritorno     |
| 27 nov. 2012 |                           | 5 mar. 2013 |
| 1-1          | Barnsley-Burnley          | 1-1         |
| 1-2          | Blackburn-Bolton          | 0-1         |
| 1-1          | Blackpool-Birmingham      | 1-1         |
| 2-0          | Brighton-Bristol City     | 0-0         |
| 2-0          | Charlton-Peterborough     | 2-2         |
| 1-1          | Derby County-Cardiff City | 1-1         |
| 0-0          | Hull City-Crystal Palace  | 2-4         |
| 3-1          | Ipswich-Nott'm Forest     | 0-1         |
| 1-0          | Leeds-Leicester City      | 1-1         |
| 3-0          | M'brough-Huddersfield     | 1-2         |
| 1-4          | Sheffield Wed-Watford     | 1-2         |
| 0-1          | Wolves-Millwall           | 2-0         |

| andata       | 22ª giornata              | ritorno      |
| 15 dic. 2012 |                           | 30 mar. 2013 |
| 0-1          | Barnsley-Sheffield Wed    | 1-2          |
| 2-2          | Birmingham-Crystal Palace | 4-0          |
| 2-0          | Blackpool-Blackburn       | 1-1          |
| 2-0          | Bolton-Charlton           | 2-3          |
| 0-0          | Brighton-Nott'm Forest    | 2-2          |
| 0-2          | Bristol City-Derby County | 0-3          |
| 1-1          | Burnley-Watford           | 3-3          |
| 1-2          | Cardiff-Peterborough      | 1-2          |
| 2-0          | Hull City-Huddersfield    | 1-0          |
| 2-0          | Leeds United-Ipswich      | 0-3          |
| 2-0          | Middlesbrough-Wolves      | 2-3          |
| 1-0          | Millwall-Leicester        | 1-0          |

| andata       | 2ª giornata                 | ritorno      |
| 21 ago. 2012 |                             | 19 feb. 2013 |
| 1-0          | Blackburn-Hull City         | 0-2          |
| 2-1          | Blackpool-Leeds United      | 0-2          |
| 2-0          | Bolton-Derby County         | 1-1          |
| 0-0          | Brighton-Cardiff City       | 2-0          |
| 4-1          | Bristol City-Crystal Palace | 1-2          |
| 2-1          | Charlton-Leicester CIty     | 2-1          |
| 1-1          | Huddersfield-Nott'm Forest  | 1-6          |
| 3-2          | Middlesbrough-Burnley       | 0-0          |
| 1-2          | Peterborough-Millwall       | 5-1          |
| 3-2          | Sheffield Wed-Birmingham    | 0-0          |
| 0-1          | Watford-Ipswich Town        | 2-0          |
| 3-1          | Wolves-Barnsley             | 1-2          |

| andata       | 5ª giornata               | ritorno     |
| 15 set. 2012 |                           | 2 feb. 2013 |
| 1-1          | Barnsley-Blackpool        | 2-1         |
| 2-1          | Bolton-Watford            | 1-2         |
| 3-0          | Brighton-Sheffield Wed    | 1-3         |
| 3-5          | Bristol City-Blackburn    | 0-2         |
| 5-2          | Burnley-Peterborough      | 2-2         |
| 2-1          | Cardiff City-Leeds United | 1-0         |
| 0-1          | Charlton-Crystal Palace   | 1-2         |
| 1-0          | Huddersfield-Derby County | 0-3         |
| 4-1          | Hull City-Millwall        | 1-0         |
| 2-0          | Middlesbrough-Ipswich     | 0-4         |
| 2-2          | Nott'm Forest-Birmingham  | 1-2         |
| 2-1          | Wolves-Leicester City     | 1-2         |

| andata       | 8ª giornata               | ritorno      |
| 29 set. 2012 |                           | 19 gen. 2013 |
| 1-1          | Barnsley-Ipswich Town     | 1-1          |
| 0-1          | Bolton-Crystal Palace     | 0-0          |
| 0-1          | Brighton-Birmingham       | 2-2          |
| 2-3          | Bristol City-Leeds United | 0-1          |
| 2-2          | Burnley-Millwall          | 2-0          |
| 3-0          | Cardiff City-Blackpool    | 2-1          |
| 1-1          | Charlton-Blackburn        | 2-1          |
| 2-3          | Huddersfield-Watford      | 0-4          |
| 1-3          | Hull City-Peterborough    | 1-1          |
| 1-2          | Middlesbrough-Leicester   | 0-1          |
| 0-1          | Nott'm Forest-Derby       | 1-1          |
| 1-0          | Wolves-Sheffield Wed      | 0-0          |

| andata       | 11ª giornata            | ritorno      |
| 20 ott. 2012 |                         | 13 apr. 2013 |
| 1-1          | Birmingham-Leicester    | 2-2          |
| 3-2          | Bolton-Bristol City     | 2-1          |
| 0-1          | Brighton-Middlesbrough  | 2-0          |
| 1-0          | Burnley-Blackpool       | 0-1          |
| 0-1          | Charlton-Barnsley       | 6-0          |
| 2-2          | Crystal Palace-Millwall | 0-0          |
| 1-1          | Derby Count-Blackburn   | 0-2          |
| 2-1          | Huddersfield-Wolves     | 3-1          |
| 2-1          | Hull City-Ipswich Town  | 2-1          |
| 3-1          | Nott'm Forest-Cardiff   | 0-3          |
| 1-1          | Sheffield Wed-Leeds     | 1-2          |
| 1-0          | Watford-Peterborough    | 2-3          |

| andata      | 14ª giornata              | ritorno      |
| 3 nov. 2012 |                           | 27 apr. 2013 |
| 0-1         | Birmingham-Ipswich        | 1-3          |
| 2-1         | Bolton-Cardiff City       | 1-1          |
| 2-2         | Brighton-Leeds United     | 2-1          |
| 2-0         | Burnley-Wolves            | 2-1          |
| 1-4         | Charlton-Middlesbrough    | 2-2          |
| 2-0         | Crystal Palace-Blackburn  | 1-1          |
| 4-1         | Derby County-Blackpool    | 1-2          |
| 1-0         | Huddersfield-Bristol City | 3-1          |
| 1-0         | Hull City-Barnsley        | 0-2          |
| 1-4         | Nott'm Forest-Millwall    | 1-0          |
| 2-1         | Sheffield Wed-P'borough   | 0-1          |
| 2-1         | Watford-Leicester         | 2-1          |

| andata       | 17ª giornata               | ritorno     |
| 17 nov. 2012 |                            | 2 mar. 2013 |
| 2-3          | Birmingham-Hull City       | 2-5         |
| 1-1          | Bolton-Barnsley            | 3-2         |
| 1-1          | Bristol City-Blackpool     | 0-0         |
| 0-1          | Burnley-Charlton           | 1-0         |
| 1-0          | Cardiff City-Middlesbrough | 1-2         |
| 3-0          | Crystal Palace-Derby       | 1-0         |
| 1-2          | Huddersfield-Brighton      | 1-4         |
| 6-0          | Leicester-Ipswich Town     | 0-1         |
| 1-0          | Millwall-Leeds United      | 0-1         |
| 1-0          | Nott'm Forest-Sheff Wed    | 1-0         |
| 1-4          | Peterborough-Blackburn     | 3-2         |
| 2-1          | Watford-Wolves             | 1-1         |

| andata       | 20ª giornata               | ritorno      |
| 1º dic. 2012 |                            | 16 mar. 2013 |
| 3-2          | Birmingham-Middlesbrough   | 1-0          |
| 1-2          | Bolton-Ipswich Town        | 0-1          |
| 1-4          | Bristol City-Wolves        | 1-2          |
| 1-1          | Burnley-Blackburn          | 1-1          |
| 1-0          | Cardiff City-Sheffield Wed | 2-0          |
| 3-0          | Crystal Palace-Brighton    | 0-3          |
| 2-4          | Huddersfield-Leeds United  | 2-1          |
| 4-1          | Leicester-Derby County     | 1-2          |
| 0-0          | Millwall-Charlton          | 2-0          |
| 1-2          | Nott'm Forest-Hull City    | 2-1          |
| 1-4          | Peterborough-Blackpool     | 1-0          |
| 4-1          | Watford-Barnsley           | 0-1          |

| andata       | 23ª giornata              | ritorno      |
| 22 dic. 2012 |                           | 26 gen. 2013 |
| 2-2          | Birmingham-Burnley        | 2-1          |
| 1-1          | Blackburn-Brighton        | 1-1          |
| 1-2          | Blackpool-Wolves          | 2-1          |
| 1-1          | Crystal P.-Huddersfield   | 0-1          |
| 1-2          | Derby County-Hull City    | 1-2          |
| 1-1          | Ipswich Town-Bristol City | 1-2          |
| 2-1          | Leeds-Middlesbrough       | 0-1          |
| 0-1          | Leicester-Cardiff City    | 1-1          |
| 1-2          | Millwall-Barnsley         | 0-2          |
| 5-4          | Peterborough-Bolton       | 0-1          |
| 2-0          | Sheffield Wed-Charlton    | 2-1          |
| 2-0          | Watford-Nott'm Forest     | 3-0          |

| andata       | 3ª giornata               | ritorno      |
| 25 ago. 2012 |                           | 16 feb. 2013 |
| 2-1          | Blackburn-Leicester       | 0-3          |
| 6-0          | Blackpool-Ipswich Town    | 0-1          |
| 2-2          | Bolton-Nott'm Forest      | 1-1          |
| 5-1          | Brighton-Barnsley         | 1-2          |
| 4-2          | Bristol City-Cardiff City | 1-2          |
| 0-0          | Charlton-Hull City        | 0-1          |
| 2-0          | Huddersfield-Burnley      | 1-0          |
| 2-1          | M'brough-Crystal Palace   | 1-4          |
| 1-2          | Peterborough-Leeds        | 1-1          |
| 3-2          | Sheffield Wed-Millwall    | 2-1          |
| 2-0          | Watford-Birmingham        | 4-0          |
| 1-1          | Wolves-Derby County       | 0-0          |

| andata      | 6ª giornata                  | ritorno      |
| 18 set.2012 |                              | 29 dic. 2012 |
| 2-1         | Birmingham-Bolton            | 1-3          |
| 2-1         | Blackburn-Barnsley           | 3-1          |
| 4-1         | Blackpool-Middlesbrough      | 2-4          |
| 1-1         | Crystal Palace-Nott'm Forest | 2-2          |
| 3-2         | Derby County-Charlton        | 1-1          |
| 0-2         | Ipswich Town-Wolves          | 2-0          |
| 2-3         | Leeds United-Hull City       | 0-2          |
| 2-1         | Leicester City-Burnley       | 1-0          |
| 0-2         | Millwall-Cardiff City        | 0-1          |
| 1-2         | Peterborough-Bristol City    | 2-4          |
| 1-3         | Sheffield Wed-Huddersfield   | 0-0          |
| 0-1         | Watford-Brighton             | 3-1          |

| andata      | 9ª giornata                | ritorno      |
| 2 ott. 2012 |                            | 1º gen. 2013 |
| 0-2         | Barnsley-Peterborough      | 1-2          |
| 2-2         | Bolton-Leeds United        | 0-1          |
| 1-1         | Brighton-Ipswich Town      | 3-0          |
| 1-1         | Bristol City-Millwall      | 1-2          |
| 3-3         | Burnley-Sheffield Wed      | 2-0          |
| 2-1         | Cardiff City-Birmingham    | 1-0          |
| 1-2         | Charlton-Watford           | 4-3          |
| 0-2         | Huddersfield-Leicester     | 1-6          |
| 2-3         | Hull City-Blackpool        | 0-0          |
| 2-2         | Middlesbrough-Derby County | 1-3          |
| 0-0         | Nott'm Forest-Blackburn    | 0-3          |
| 1-2         | Wolves-Crystal Palace      | 1-3          |

| andata       | 12ª giornata              | ritorno     |
| 23 ott. 2012 |                           | 6 apr. 2013 |
| 1-1          | Barnsley-Crystal Palace   | 0-0         |
| 1-0          | Blackburn-Sheffield Wed   | 2-3         |
| 2-2          | Blackpool-Nott'm Forest   | 1-1         |
| 3-4          | Bristol City-Burnley      | 1-3         |
| 2-1          | Cardiff City-Watford      | 0-0         |
| 1-2          | Ipswich Town-Derby County | 1-0         |
| 1-1          | Leeds United-Charlton     | 1-2         |
| 1-0          | Leicester City-Brighton   | 1-1         |
| 2-0          | Middlesbrough-Hull City   | 0-1         |
| 3-3          | Millwall-Birmingham       | 1-1         |
| 3-1          | Peterborough-Huddersfield | 2-2         |
| 2-2          | Wolves-Bolton             | 0-2         |

| andata      | 15ª giornata                | ritorno      |
| 6 nov. 2012 |                             | 16 apr. 2013 |
| 2-0         | Birmingham-Bristol City     | 1-0          |
| 0-0         | Bolton-Leicester City       | 2-3          |
| 1-0         | Brighton-Peterborough       | 0-0          |
| 1-0         | Burnley-Leeds United        | 0-1          |
| 5-4         | Charlton-Cardiff City       | 0-0          |
| 5-0         | Crystal Palace-Ipswich      | 0-3          |
| 2-0         | Derby County-Barnsley       | 1-1          |
| 2-2         | Huddersfield-Blackburn      | 0-1          |
| 2-1         | Hull City-Wolves            | 0-1          |
| 0-0         | Nott'm Forest-Middlesbrough | 0-1          |
| 0-2         | Sheffield Wed-Blackpool     | 0-0          |
| 0-0         | Watford-Millwall            | 0-1          |

| andata       | 18ª giornata               | ritorno     |
| 24 nov. 2012 |                            | 9 mar. 2013 |
| 1-2          | Barnsley-Cardiff City      | 1-1         |
| 0-2          | Blackburn-Millwall         | 2-1         |
| 2-2          | Blackpool-Watford          | 2-1         |
| 1-1          | Brighton-Bolton            | 0-1         |
| 1-1          | Charlton-Huddersfield      | 1-0         |
| 3-2          | Derby County-Birmingham    | 1-3         |
| 0-1          | Hull City-Burnley          | 1-0         |
| 1-1          | Ipswich-Peterborough       | 0-0         |
| 2-1          | Leeds-Crystal Palace       | 2-2         |
| 1-3          | Middlesbrough-Bristol City | 0-2         |
| 0-2          | Sheffield Wed-Leicester    | 1-0         |
| 1-2          | Wolves-Nott'm Forest       | 1-3         |

| andata      | 21ª giornata               | ritorno      |
| 8 dic. 2012 |                            | 1º apr. 2013 |
| 1-4         | Blackburn-Cardiff City     | 0-3          |
| 2-2         | Charlton-Brighton          | 0-0          |
| 2-2         | Crystal Palace-Blackpool   | 0-1          |
| 3-1         | Derby County-Leeds United  | 2-1          |
| 2-2         | Huddersfield-Bolton        | 0-1          |
| 3-0         | Ipswich Town-Millwall      | 0-0          |
| 2-2         | Leicester City-Barnsley    | 0-2          |
| 2-0         | Nott'm Forest-Burnley      | 1-1          |
| 2-3         | Peterborough-Middlesbrough | 0-0          |
| 2-3         | Sheffield Wed-Bristol City | 1-1          |
| 1-2         | Watford-Hull City          | 1-0          |
| 1-0         | Wolves-Birmingham          | 3-2          |